# Estrabão
Estrabão ou Estrabo (em grego: Στράϐων; romaniz.: Strábōn; 63 a.C. ou 64 a.C. — ca. 24) foi um historiador, geógrafo e filósofo grego. Foi o autor da monumental Geografia, um tratado de 17 livros contendo a história e descrições de povos e locais de todo o mundo que lhe era conhecido à época.
Estrabão era um termo dado pelos romanos àquele cujos olhos eram distorcidos ou deformados, como os portadores de estrabismo (o pai do general Pompeu, por exemplo, era chamado de Cneu Pompeu Estrabão).
Estrabão nasceu numa família rica de Amaseia (actual Amásia, na Turquia), no Ponto que, tornando-se parte do Império Romano à época de seu nascimento, permitiu-lhe prosseguir os estudos dos vários geógrafos e filósofos em Roma. A avó materna de Estrabão era filha de Dorilau, um general e amigo de Mitrídates V do Ponto, com uma mulher de Cnossos, de nome Estérope.
Apesar de filosoficamente um estoicista, politicamente era um proponente do imperialismo romano. Posteriormente fez várias viagens, entre elas ao Antigo Egito e à Etiópia.
Não se sabe ao certo quando ele escreveu a Geografia (Geographia; Γεωγραφικά): alguns historiógrafos localizam os primeiros esboços da obra durante o ano 7 d.C., outros no ano 18 d.C., mas a versão final data do reinado do imperador Tibério, uma vez que a morte de Juba II, rei da Mauritânia (23 d.C.) nela é mencionada. Apesar de numerosos erros (especialmente sobre a direção dos Pirenéus), sua Geografia foi, juntamente com a de Ptolomeu a primeira obra desse gênero herdada da Antiguidade. História, religião, costumes locais e as instituições de diferentes povos estão misturados às descrições geográficas. Nesse sentido, Estrabão é considerado o fundador da perspectiva idiográfica (do grego idios, que significa "o que é próprio", "especial") de estudo geográfico, a qual consiste em revelar as particularidades regionais.
Outra obra de sua autoria, a Historia (Ἱστορικὰ Ὑπομνήματα), que continuava a de Políbio, está perdida para nós. Referida pelo próprio Estrabão que afirma tê-la escrito, versão que é ratificada por outros autores clássicos, tudo o que chegou até nós é o fragmento de um papiro que se encontra, atualmente, na Universidade de Milão (renumerado como Papiro 46).
Várias datas diferentes são propostas para a morte de Estrabão, a maioria localizadas pouco depois de 23 d.C..